# میروسواف ژووافسکی
میروسواف ژووافسکی (لهستانی: Mirosław Żuławskiِ ‏ ۱۶ ژانویهٔ ۱۹۱۳ – ۱۷ فوریهٔ ۱۹۹۵) روزنامه‌نگار، دیپلمات، رمان‌نویس، مترجم، فیلم‌نامه‌نویس، شاعر، نثرنویس و نمایشنامه‌نویس اهل لهستان بود. وی پدر کارگردان نامدار لهستانی آندژی ژووافسکی بود.
از فیلم‌هایی که وی در آن‌ها نقش داشته‌است، می‌توان به قسمت سوم شب اشاره نمود.
وی بابت مشارکت‌های ادبی-فرهنگی خود برندهٔ جوایزی همچون لژیون دونور، نشان صلیب گرونوالد، نشان ملی لیاقت و نشان افتخار تولد لهستان شده‌است.